# Bălcești (okręg Kluż)
Bălcești – wieś w Rumunii, w okręgu Kluż, w gminie Căpușu Mare. W 2011 roku liczyła 76 mieszkańców.